# Betty Cantrell
Baciliky Andris « Betty » Maxwell, née Cantrell le 1er septembre 1994 à Warner Robins en Géorgie aux États-Unis, est couronnée Miss Georgie (en) 2015, puis Miss America 2016, le 13 septembre 2015.